# José Acosta Sánchez
José Acosta Sánchez (Nerja, 13 de marzo de 1937-Nerja, 8 de noviembre de 2015) fue un político, abogado, profesor universitario y escritor español.

## Biografía
Nacido en el municipio malagueño de Nerja el 13 de marzo de 1937, se licenció en Derecho por la Universidad de Granada y en 1977 se doctoró por la Universidad Autónoma de Barcelona con la tesis Concepto y periodos del imperialismo capitalista. En 1969 fue nombrado profesor de Derecho Político en la Universidad de Barcelona y lo fue hasta 1982. En las elecciones al Parlamento de Cataluña de 1980 fue elegido diputado del Partido Socialista de Andalucía por Barcelona y se mantuvo en el cargo hasta que renunció a su escaño en abril de 1983.
Posteriormente regresó a Andalucía y fue elegido concejal del ayuntamiento de Córdoba por Izquierda Unida Los Verdes-Convocatoria por Andalucía en las elecciones municipales de 1987, aunque dimitió en octubre de 1988. Además, fue profesor titular y catedrático de Derecho Constitucional de la Universidad de Córdoba entre 1983 y 2007, tras lo cual fue nombrado profesor honorífico. Falleció el 8 de noviembre de 2015 en su ciudad natal, a los 78 años.

## Obras
- Nerja, primer encuentro con mi pueblo (1965)
- El desarrollo capitalista y la democracia en España (1975)
- Crisis del franquismo y crisis del imperialismo (1976)
- Imperialismo y pensamiento burgués (1977)
- Concepto y periodos del imperialismo capitalista (1977)
- Andalucía: reconstrucción de una identidad y la lucha contra el centralismo (1978)
- Historia y cultura del pueblo andaluz (1979)
- La constitución de Antequera: estudio teórico-crítico : democracia, federalismo y andalucismo en la España contemporánea (1983)
- Teoría del estado y fuentes de la Constitución: introducción a la teoría de la Constitución (1989)
- Formación de la Constitución y jurisdicción constitucional: fundamentos de la democracia constitucional (1998)
- Nerja y la Axarquía, paisaje, historia y enigmas (2011)